# Renat Mirzalijew
Renat Maarifowycz Mirzalijew (ukr. Ренат Мааріфович Мірзалієв, ur. 24 marca 1982) – rosyjski, ukraiński i azerski judoka.
Uczestnik mistrzostw świata w 1999, 2010 i 2011. Startował w Pucharze Świata w latach 1999–2001, 2003, 2010 i 2011. Mistrz Europy w 2001. Trzeci na mistrzostwach Rosji w 2002 roku.